# Carballeda de Avia
Carballeda de Avia település Spanyolországban, Ourense tartományban. Carballeda de Avia Ribadavia, Melón, Covelo, Avión, Leiro és Beade községekkel határos. Lakosainak száma 1194 fő (2024).

## Népesség
A település népessége az elmúlt években az alábbi módon változott:
| Lakosok száma | 1655 | 1601 | 1600 | 1546 | 1487 | 1390 | 1356 | 1286 | 1219 | 1194 |
|               | 2001 | 2004 | 2007 | 2009 | 2012 | 2014 | 2017 | 2019 | 2022 | 2024 |